# Elimination Chamber 2011
Elimination Chamber 2011 (ook bekend als No Way Out 2011 in Duitsland) was een pay-per-viewevenement in het professioneel worstelen dat geproduceerd werd door de World Wrestling Entertainment (WWE). Dit evenement is de tweede editie van Elimination Chamber en vond plaats in het Oracle Arena in Oakland (Californië) op 20 februari 2011.

## Matchen
| Nr.                                                                          | Match | Winnaar(s)                         |
| ---------------------------------------------------------------------------- | --- | ---------------------------------- |
| 1                                                                            | Kofi Kingston vs. Alberto Del Rio in een een-op-eenmatch | Alberto Del Rio                    |
| 2                                                                            | Edge (c) vs. Rey Mysterio vs. Drew McIntyre vs. Wade Barrett vs. Kane vs. Big Show in een SmackDown Elimination Chamber match voor het WWE World Heavyweight Championship  | Edge (c)                           |
| 3                                                                            | Santino Marella & Vladimir Kozlov (c) vs. The Corre (Heath Slater & Justin Gabriel) in een tag team match voor het WWE Tag Team Championship                               | Heath Slater & Justin Gabriel (nc) |
| 4                                                                            | The Miz (c) vs. Jerry Lawler in een-op-eenmatch voor het WWE Championship                                                                                                  | The Miz (c)                        |
| 5                                                                            | John Cena vs. Randy Orton vs. John Morrison vs. R-Truth vs. CM Punk vs. Sheamus in een Raw Elimination Chamber match voor een WWE Championship-match op WrestleMania XXVII | John Cena                          |
| (c) huidige kampioen voor en na de match \| (nc) nieuwe kampioen na de match | |                                    |